# 大莫尔察恩
大莫尔察恩是德国梅克伦堡-前波莫瑞州的一个市镇。总面积6.30平方公里，总人口383人，其中男性180人，女性203人（2011年12月31日），人口密度61人/平方公里。